# Dennis Jennings
Dennis M. Jennings est un physicien irlandais, universitaire, pionnier d'Internet et capital-risqueur. En 1985-1986, il a été responsable de trois choix décisifs qui ont façonné le développement ultérieur de NSFNET, le réseau qui est devenu Internet.

## Formation et carrière universitaire
Dennis Jennings est titulaire d'un baccalauréat spécialisé en physique (1967) et d'un doctorat (1972), obtenu pour des recherches sur le rayonnement gamma à haute énergie provenant de pulsars (étoiles à neutrons), tous deux obtenus à l'University College Dublin.
Jennings a été directeur des services informatiques à l'University College Dublin de 1977 à 1999 ; il était responsable de l'infrastructure informatique de l'université et d'une équipe de plus de 90 personnes. En 1986, en congé de l'UCD, il est président par intérim du Consortium for Scientific Computing au John von Neumann Center à Princeton, New Jersey, responsable du démarrage du centre de supercalculateurs.

## Pionnier d'Internet
En 1984, la National Science Foundation (NSF) commence la construction de plusieurs centres régionaux de supercalculateurs afin de fournir des ressources informatiques à très haute vitesse à la communauté de recherche américaine. En 1985, la NSF embauche Jennings en tant que premier directeur du programme de mise en réseau, pour la création du National Science Foundation Network (NSFNET) qui doit donner accès à ses cinq centres de supercalculateurs et permettre ainsi le partage des ressources et des informations. Jennings a fait alors trois choix décisifs pour le développement ultérieur de NSFNET :
- ce réseau de recherche est à usage général, non limité à la connexion entre supercalculateurs;
- le réseau est la dorsale pour la connexion des réseaux régionaux à chaque site de calcul intensif; et
- le réseau utilise les protocoles TCP/IP de l'ARPANET.

Jennings a également participé activement au démarrage de réseaux de recherche en Europe : le European Academic Research Network dont il était président; le EBONE comme membre du conseil, et en Irlande le HEAnet, pour lequel il a fait la proposition initiale et dont il est plus tard membre du conseil. Il a présidé le conseil d'administration et l'assemblée générale du Council of European National Top Level Domain Registries (CENTR) de 1999 à 2001 et a participé activement au démarrage de l'Internet Corporation for Assigned Names and Numbers (ICANN). Il a été membre du Conseil d'administration de l'ICANN de 2007 à 2010, en tant que vice-président en 2009-2010. Il a été président du conseil de surveillance du Irish Centre for High-End Computing (ICHEC) de 2006 à 2012.
En avril 2014, Jennings a été intronisé au Temple de la renommée de l'Internet

## Publications (sélection)
- Dennis M. Jennings et W. F. C. Purser, « The Design of a Real-Time Operating System for a Minicomputer, Part 1 », Software Practice and Experience, vol. 5, no 2,‎ 1975, p. 147-167.
- W. Richards Adrion, David J. Farber, Ira H. Fuchs, Dennis M. Jennings et Lawrence H. Landweber, « Computer Networking for Scientists », Science, vol. 231, no 4741,‎ 28 février 1986, p. 943-950.
- Ira H. Fuchs, Dennis M. Jennings et Lawrence H. Landweber, « Research computer networks and their interconnection », IEEE Communications Magazine, vol. 24, no 6,‎ 1986, p. 5-17.
- Dennis M. Jennings, « Information Technologies in Support of Research », Higher Education Management, vol. 2, no 3,‎ 1990, p. 310-318.